# Eusaproecius dudleyi
Eusaproecius dudleyi är en skalbaggsart som beskrevs av Branco 1992. Eusaproecius dudleyi ingår i släktet Eusaproecius och familjen bladhorningar. Inga underarter finns listade i Catalogue of Life.